# Wittouck

Wapen van de familie Wittouck: "Van zilver, met drie schietloden van sabel".

De familie Wittouck is een Belgische familie die vanaf de 18de eeuw in Brussel is gevestigd. Van deze familie, afstammend uit de Geslachten van Brussel, zijn leden bekend in de hoge magistratuur en in de grootnijverheid, onder meer in de suikerraffinage. Een lid werd geadeld op 11 april 1960.

## Beknopte genealogie

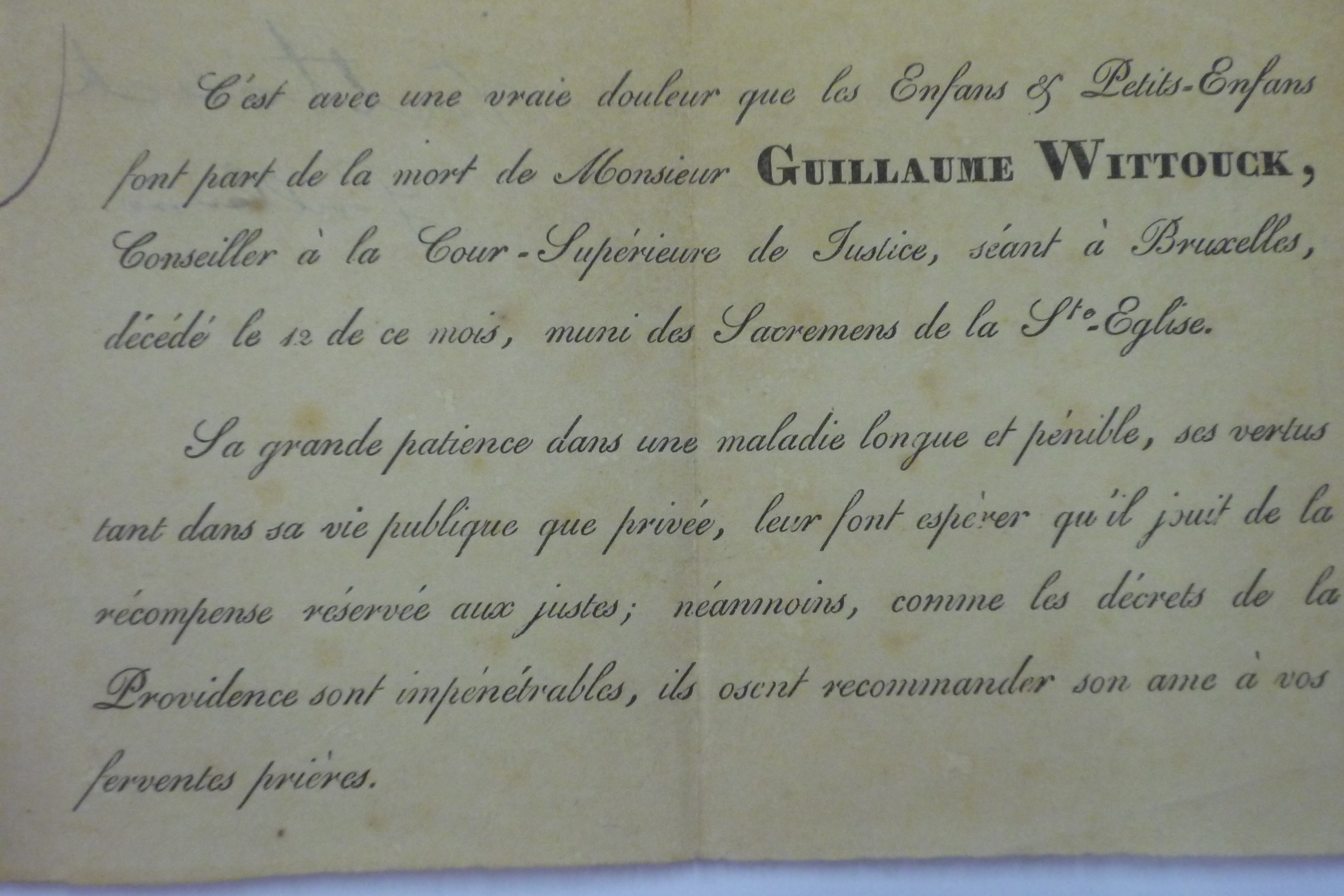
Rouwbrief van Willem Wittouck, in Brussel op 12 juni 1829 gestorven.

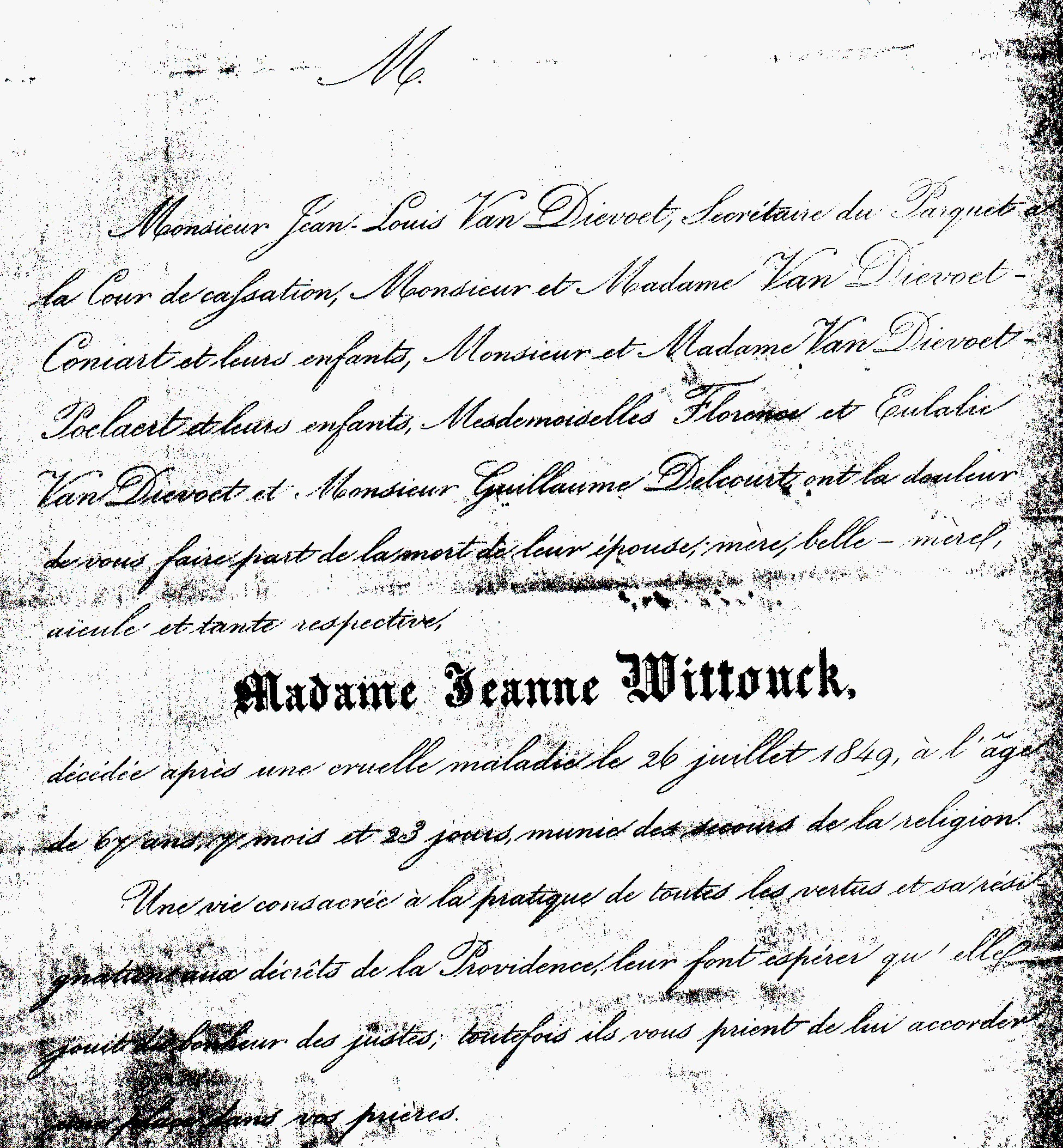
Rouwbrief van Jeanne Wittouck (1781-1849), echtgenote van Jean-Louis Van Dievoet (1777-1854).

- Willem Wittouck, (1749-1829), advocaat, rechtsgeleerde en raadsheer bij de Soevereine Raad van Brabant, trouwde in 1778 in Brussel met Anna Maria Cools (1754-1824).
  - Jeanne Wittouck (1781-1849), trouwde in 1803 in Sint-Pieters-Leeuw met Jean-Louis Van Dievoet (1777-1854), secretaris van het parket van het Hof van Cassatie.
  - Barbara Wittouck (†1830), trouwde in 1823 in Brussel met Napoleon Josephus Delcourt (†1833), brouwer. Ze waren de ouders van Guillaume Delcourt, zeevaarder, ingenieur van zeebouwwerken en maritiem adviseur van koning Leopold II.
  - François Wittouck (1783-1814), likeurstoker en burgemeester van Sint-Pieters-Leeuw, trouwde met Pétronille van Cutsem (°1791), nicht van Guillaume van Cutsem, advocaat, rechter, hoogleraar en parlementslid. Zijn weduwe trouwde in tweede huwelijk in 1828 in Sint-Pieters-Leeuw met François-Joseph Dindal, advocaat, bankier, rechtsgeleerde en senator.
    - Félix-Guillaume Wittouck (1812-1898), likeurstoker, suikerraffinadeur en burgemeester van Sint-Pieters-Leeuw, trouwde met Élise Boucquéau (†1882), zus van Ernest Boucquéau, industrieel en volksvertegenwoordiger. Ze kregen drie zoons en twee dochters.
      - Félix Wittouck (1849-1916), industrieel en burgemeester van Sint-Pieters-Leeuw, trouwde in 1874 in Brussel met Sophie Drugman (1853-1922). Ze kregen twee zoons en drie dochters.
        - Valentine Wittouck (1877-1933), trouwde in 1898 met Paul Lechat (1871-1944), ingenieur.
        - Jacques Wittouck (1882-1987), industrieel en consul in Monte Carlo. Hij verkocht in 1941 het kasteel van Klein-Bijgaarden.
        - Marthe Wittouck (1883-1950), trouwde in 1909 in Sint-Pieters-Leeuw met burggraaf François de Chabot (1876-1959), burgemeester van Yzernay. Ze kregen twee dochters, met afstammelingen tot heden.
        - Georges Wittouck (1887-1914), luitenant, overleed in Merendree tijdens de Eerste Wereldoorlog.

      - Paul Wittouck (1851-1917), industrieel, trouwde met barones Catherine de Medem (1870-1928). Ze kregen drie zoons.
        - Paul Wittouck (1899-1984)
        - Jhr. André-Michel Wittouck (1902-1981), industrieel, trouwde in 1925 in Parijs met Marie von Bunting (1898-1938). Ze kregen twee zoons. Hij hertrouwde in 1939 in Ukkel met prinses Hélène Shcherbatov (1906-1979), nicht van prins Nikolai Borisovich Shcherbatov, Russisch minister van Binnenlandse Zaken. Ze kregen een zoon. Hij werd in 1960 in de erfelijke adelstand opgenomen.
          - Jhr. Eric Wittouck (1946), industrieel, voorzitter van de holding Artal en sinds 2020 genoemd als de rijkste Belg. Hij werd in 1967 door zijn oom Paul Wittouck geadopteerd. Hij trouwde in 1979 met Brigitte Baiwir. Ze kregen drie zoons en twee dochters, maar in 2001 scheidden ze. Hij hertrouwde.

        - Serge Wittouck (1903-1940), overleed in Manilla.

      - Marguerite Wittouck (1853-1927), trouwde in 1874 in Brussel met Victor Allard (1840-1912), bankier, senator en burgemeester van Ukkel. Hij was de weduwnaar van haar nicht, Emma Faignart (1845-1871). Ze kregen vier zoons en twee dochters, met afstammelingen tot heden. Hun dochter Marthe (1884-1970) trouwde in 1912 in Elsene met Robert de Lesseps (1882-1916), pionier van het vliegwezen, zoon van Ferdinand de Lesseps, Frans diplomaat, ingenieur en financier.
      - Frantz Wittouck (1855-1914), industrieel, trouwde met Albertine Brandeis (1871-1957).
        - Jean Wittouck (1901-1984), industrieel, trouwde in 1925 in Parijs met Marguerite Benoist d'Azy (1903-1960). Ze kregen een zoon en twee dochters. Hij hertrouwde in 1961 in Parijs met Francine Tollon (°1915).
          - Eliane Wittouck (1925-2004), trouwde in 1947 in Kraainem met Robert Rolin-Jacquemyns (1918-1980), bankier, industrieel, volksvertegenwoordiger, lid van de Cultuurraad voor de Nederlandse Cultuurgemeenschap en gemeenteraadslid van Tienen, kleinzoon van baron Edouard Rolin-Jacquemyns. Ze kregen drie zoons en een dochter, met afstammelingen tot heden.

        - Élisabeth Wittouck (1903-1978), trouwde in 1933 in Elsene met baron Jules Guillaume (1892-1962), ambassadeur, kleinzoon van baron Henri Guillaume. Ze kregen twee zoons en twee dochters, met afstammelingen tot heden.
        - Marie-Thérèse Wittouck (1905-1989), trouwde in 1926 in Brussel met jhr. Jean Ullens de Schooten Whettnall (1897-1950), buitengewoon gezant en gevolmachtigd minister, zoon van jhr. Charles Ullens, advocaat, provincieraadslid van Antwerpen, volksvertegenwoordiger en gemeenteraadslid van Schoten. Ze kregen twee zoons en twee dochters, onder wie baron Guy Ullens de Schooten Whettnall.

      - Émilie Wittouck (1863-1955), trouwde in 1902 in Brussel met baron Fernand de Beeckman (1845-1918), kunstschilder en filantroop. Het huwelijk bleef kinderloos.

    - Adèle Wittouck (1814-1883), trouwde in 1833 met François-Xavier Rittweger (1801-1887), zoon van François Rittweger, bankier en financier, medeoprichter van de Société générale de Belgique. Ze kregen een zoon en een dochter, met afstammelingen tot heden, onder wie Stéphanie Crayencour.